# Hydra (logiciel)
Pour les articles homonymes, voir Hydra.
Hydra (ou THC Hydra ) est un outil logiciel permettant d'attaquer des comptes utilisateurs (nom d'utilisateur et mot de passe) sur divers protocoles et applications. Il est intégré par défaut à des systèmes d'exploitation comme Kali Linux, Parrot et d'autres environnements de test de pénétration majeurs. Il est créé pour aider les chercheurs et consultants en cybersécurité à montrer la facilité avec laquelle des mots de passe faibles peuvent être compromis.
Hydra fonctionne en utilisant différentes approches, telles que les attaques par force brute et les attaques par dictionnaire, afin de deviner la combinaison nom d'utilisateur/mot de passe. Hydra est couramment utilisé par les pentesteurs avec un ensemble de programmes comme Crunch, cupp etc, qui sont utilisés pour générer des listes de mots basées sur des règles définis par l'utilisateur.

## Fonctionnement
Hydra peut lancer des attaques sur plusieurs cibles à la fois en utilisant des threads, appelés têtes d'hydre. L'outil garde la trace des threads actifs en utilisant une autre structure, le cerveau de l'hydre. Chaque cible est attaquée à l'aide d'un module qui correspond à un protocole (par exemple, si la cible est un serveur SSH, le module SSH est utilisé).

## Protocoles supportés
Hydra prend en charge de nombreux protocoles de connexion courants tels que les formulaires sur les sites Web, FTP, SMB, POP3, IMAP, MySQL, VNC, SSH, HTTP(S) et autres.